# (4115) Peternorton
(4115) Peternorton es un asteroide perteneciente al cinturón de asteroides, descubierto el 29 de agosto de 1982 por Nikolái Stepánovich Chernyj desde el Observatorio Astrofísico de Crimea (República de Crimea).

## Designación y nombre
Designado provisionalmente como 1982 QS3. Fue nombrado Peternorton en honor al informático y filántropo estadounidense Peter Norton.